# Wang Yan (snelwandelaarster)
Wang Yan (Liaoning, 3 mei 1971) is een Chinese snelwandelaarster.
Op 1986 doet Wang voor het eerst van zich spreken door als 14-jarige een wereldrecord te wandelen op de 5000 meter, 21.33,8. Zij is daarmee de jongste wereldrecordhouder ooit op een atletiekonderdeel, 14 jaar en 310 dagen. Ze wordt in dat jaar ook de jongste wereldkampioene ooit bij de junioren, 15 jaar en 102 dagen. Na dit jonge succes eisen de spartaanse trainingsmethoden van Wang Kui, of is het de puberteit, hun tol. Maar in 1993 laat ze weer van zich spreken, en wint de wereldbeker snelwandelen, die over 10 kilometer gaat. Ze haalt twee medailles bij grote toernooien, brons op de Olympische Spelen in Atlanta, bij het 10 kilometer snelwandelen en zilver bij de WK 1999 op de 20 kilometer. In 2001 scherpt ze op de Chinese spelen in Kanton het wereldrecord op de 20 kilometer snelwandelen aan. Dit record houdt stand tot de WK 2005 in Helsinki, Olimpiada Ivanova neemt daar het record over. Het is nog wel het geldende Aziatisch record (september 2007).

## Titels
- Wereldkampioene junioren 5000 m snelwandelen - 1986
- Chinees kampioene 10.000 m snelwandelen - 1993
- Chinees kampioene 10 km snelwandelen - 1993, 1998
- Chinese spelen 20 km snelwandelen - 2001

## Persoonlijke records
| Onderdeel           | Prestatie | Datum            | Plaats           |
| ------------------- | --------- | ---------------- | ---------------- |
| 5000 m snelwandelen | 21.33,8   | 9 maart 1986     | Jinan            |
| 10 km snelwandelen  | 41.16     | 8 mei 1999       | Eisenhüttenstadt |
| 20 km snelwandelen  | 1:26.22   | 19 november 2001 | Kanton           |

## Palmares

### 10.000 m snelwandelen
- 1997: 12e WK - 46.21,69

### 10 km snelwandelen
- 1993:  Wereldbeker - 45.10
- 1995: 15e Wereldbeker - 44.25
- 1996:  OS - 42.19

### 20 km snelwandelen
- 1999: 5e Wereldbeker - 1:29.15